# Saint-Jean-la-Fouillouse
Saint-Jean-la-Fouillouse là một xã ở tỉnh Lozère trong vùng Occitanie, phía nam nước Pháp. Sông Chapeauroux tạo thành phần lớn ranh giới phía đông nam của xã.